# Bukkake

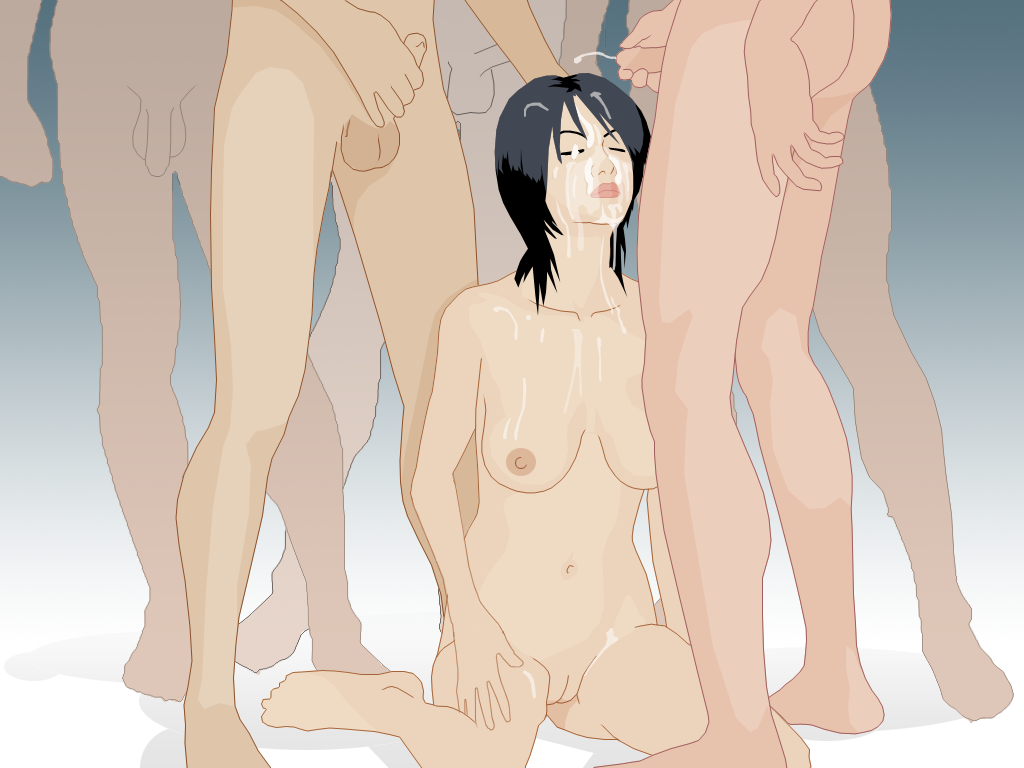
Il·lustració de Bukkake.

El bukkake (del japonès ぶっかけ) és una pràctica de sexe en grup que té com a punt referencial el fet que un nombre important d'homes ejaculen sobre el cos d'una persona. El que converteix el bukkake en un acte sexual és la fixació de l'impuls eròtic en el moment de l'ejaculació final i la nombrosa dotació d'individus del sexe masculí que hi resulten involucrats.

## Etimologia
Bukkake és la forma substantivada del verb japonès bukkakeru (打っ掛ける), llençar aigua o esquitxar. Tanmateix, es pot descompondre en dos verbs: butsu (ぶつ) i kakeru (掛ける). Butsu vol dir assolir però utilitzat com a prefix indica que l'acció posterior es realitza completament; i com que kakeru vol dir regar o vessar, s'entén que en japonès se'n faci ús habitualment per descriure el fet de vessar aigua o altres líquids en prou quantitat per a omplir quelcom o deixar-ho xop.
A més, bukkake es fa servir al Japó per a descriure un tipus de plat que es prepara en vessar brou calent sobre els fideus (per exemple bukkake-udon i bukkake-soba).